# Minato (Tokio)
Minato (jap. 港区, -ku, dt. „Hafen“) ist einer der 23 Bezirke der Präfektur Tokio. Er liegt im südlichen Zentrum Tokios, der Hauptstadt Japans.

## Geschichte
Der Bezirk wurde am 3. März 1947 durch den Zusammenschluss der ehemaligen Stadtbezirke Akasaka, Azabu und Shiba der 1943 aufgelösten Stadt Tokio gegründet.

## Sehenswürdigkeiten

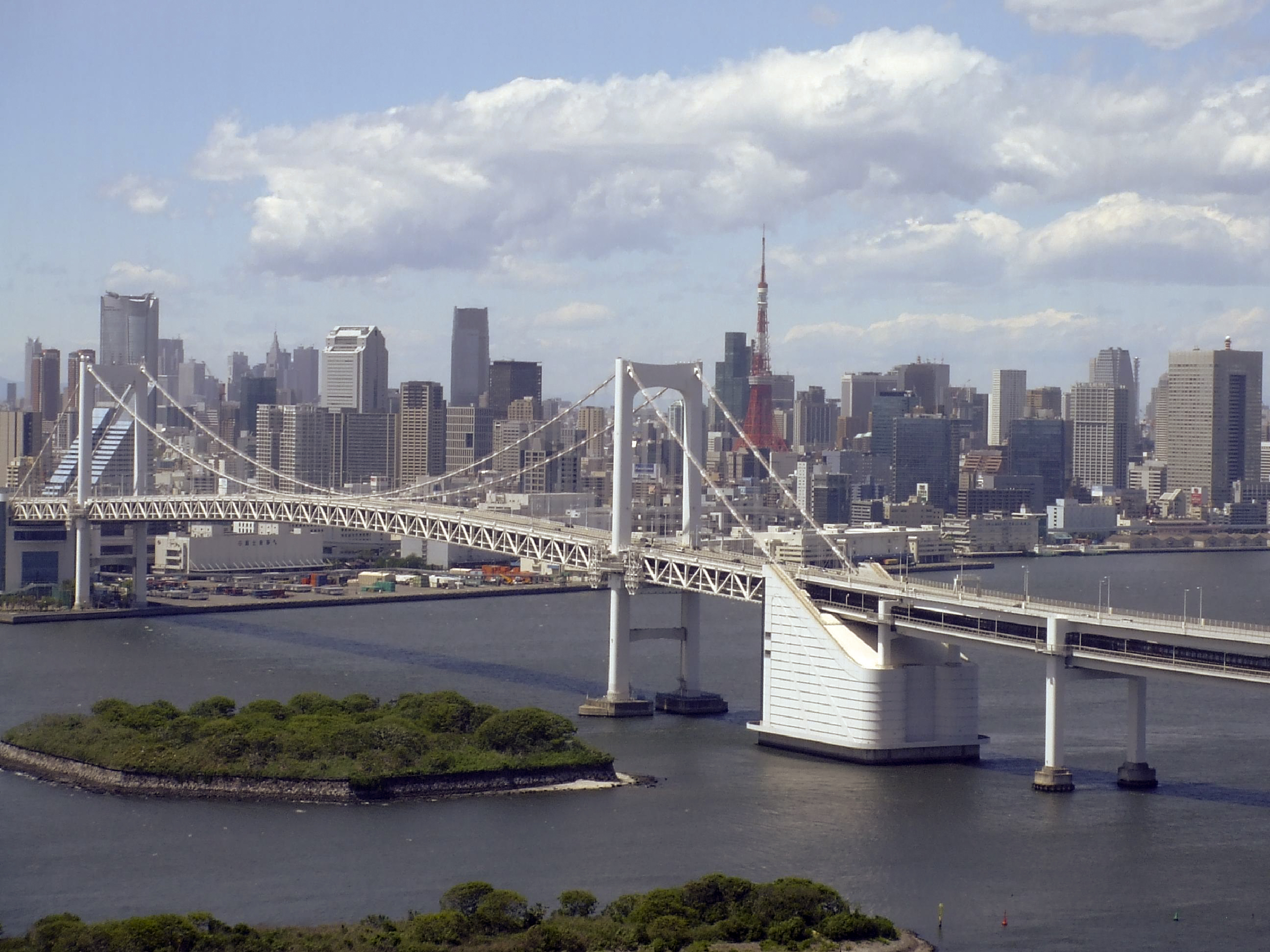
Die Rainbow Bridge verbindet Tokio mit Odaiba

- Der Tokyo Tower, eines der Wahrzeichen von Tokio liegt im Bezirk.
- Odaiba auf einer künstlichen Insel in der Bucht von Tokio mit Strand und Vergnügungsviertel
- Roppongi, Nachtleben
- Der Atago-Schrein (愛宕神社, Atago-Schrein) befindet sich auf dem mit 26 m höchsten Hügel der Stadtbezirke.
- Der Sengaku-ji (泉岳寺) beherbergt die Gräber der 47 Rōnin.
- Der Zōjō-ji beherbergt die Gräber von 6 Tokugawa-Shōgunen. Die Gräber von Hidetada, das Monument seiner Frau Sūgen'in, die Gräber von Ienobu und Ietsugu waren bis zu ihrer Vernichtung im Zweiten Weltkrieg Nationalschätze und Teile von zweien sind heute als wichtiges Kulturgut anerkannt.
- Tokyo Midtown, 2007 eröffneter Hochhauskomplex mit dem höchsten Wolkenkratzer Tokios
- Nezu-Museum, begründet von dem Industriellen Nezu Kaiichirō, der eine bedeutende Sammlung chinesischer, koreanischer und japanischer Kunst, darunter einige Nationalschätze, aufbaute.
- Das Hatakayama Museum of Fine Arts, das die Sammlung des Industriellen Issei Hatakayama mit japanischen, chinesischen und koreanischen Ausstellungsstücken zur japanischen Teezeremonie beherbergt, darunter auch sechs Nationalschätze.
- Der Takahashi-Korekiyo-Gedenkpark wurde 1941 eröffnet.
- Der Zenpukuji-Ginkgo ist etwa 700 Jahre alt und als nationales Naturdenkmal ausgewiesen.

## Verkehr
- Straße:
  - Stadtautobahn Tokio: Nr. 1 Haneda-Linie, Nr. 2 Meguro-Linie, Nr. 11 Daiba-Linie, B Wangan-Linie, C1 Innerer Ring
  - Nationalstraße 1, nach Chūō oder Osaka
  - Nationalstraße 15, nach Chūō oder Yokohama
  - Nationalstraße 246, nach Chiyoda oder Numazu
- Zug:
  - JR Central: Tōkaidō-Shinkansen, von Shinagawa nach Tokio oder Shin-Osaka
  - JR East:
    - Yamanote-Linie (Ringlinie), von Shinagawa
    - Keihin-Tōhoku-Linie, von Shimbashi, Hamamatsuchō, Tamachi oder Shinagawa nach Ōmiya oder Kamakura
    - Tōkaidō-Hauptlinie, von Shimbashi oder Shinagawa nach Tokio oder Kōbe
    - Yokosuka-Linie, von Shimbashi oder Shinagawa nach Tokio oder Yokosuka

  - Tōkyō Metro:
    - Ginza-Linie, von Omotesandō, Gaien-mae, Aoyama-Itchōme, Akasaka-Mitsuke, Tameike-Sannō, Toranomon oder Shimbashi nach Bahnhof Shibuya oder Asakusa
    - Marunouchi-Linie, von Akasaka-Mitsuke nach Suginami oder Ikebukuro
    - Hibiya-Linie, von Hiroo, Roppongi oder Kamiyachō nach Meguro oder Adachi
    - Chiyoda-Linie, von Omotesandō, Nogizaka oder Akasaka nach Shibuya oder Adachi
    - Hanzōmon-Linie, von Omotesandō oder Aoyama-Itchōme nach Bahnhof Shibuya oder Sumida
    - Namboku-Linie, von Shirokanedai, Shirokane-Takanawa, Azabu-Jūban, Roppongi-Itchōme oder Tameike-Sannō nach Bahnhof Meguro oder Kita
    - Asakusa-Linie, von Takanawadai, Sengakuji, Mita, Daimon oder Shimbashi nach Ōta oder Sumida
    - Mita-Linie, von Shirokanedai, Shirokane-Takanawa, Mita, Shiba-kōen, Onarimon oder Uchisaiwaichō nach Bahnhof Meguro oder Itabashi
    - Ōedo-Linie, von Aoyama-Itchōme, Roppongi, Azabu-Jūban, Akabanebashi, Daimon oder Shiodome nach Shinjuku oder Nerima

  - Yurikamome, von Shimbashi, Shiodome, Takeshiba, Hinode, Shibaura-Futō, Odaiba-Kaihin-kōen oder Daiba nach Kōtō
  - Keikyū: Hauptlinie, von Sengakuji oder Shinagawa nach Yokosuka
  - Tōkyō Monorail: Haneda-Linie, von Hamamatsuchō nach Flughafen Tokio-Haneda

## Wirtschaft
Minato ist Sitz des Mineralölunternehmens Japan Energy, des Bauunternehmens Kajima Corporation, der Technologiekonzernen Sony, Toshiba und NEC Corporation, sowie des Tabakkonzerns Japan Tobacco.

## Bildung
Folgende Hochschulen befinden sich in Minato:
- Kitasato-Universität: Campus Shirokane
- Pharmakologische Fakultät der Keiō-Universität: Campus Shiba-Kyōritsu; ehemals Kyōritsu Tsuyakkuka Daigaku (Kyoritsu College of Pharmacy)
- Keiō-Universität: Campus Mita
- Technische Hochschule Shibaura (Shibaura Institute of Technology)
- Temple Daigaku (Temple University Japan)
- Ozeanographische Hochschule Tokio: Campus Shinagawa (Tokyo University of Marine Science and Technology)
- Medizinische Jikei-Universität Tokio: Campus Nishi-Shinbashi (Jikei University School of Medicine)
- Universität Tokio: Medizinisches Forschungslabor
- Meiji-Gakuin-Universität: Campus Shirokane
- Hauptsitz der Universität der Vereinten Nationen
- Technische Hochschule Kanazawa: Graduiertenkolleg, Campus Toranomon (Kanazawa Institute of Technology)
- Seisaku Kenkyū Daigakuin Daigaku: Campus Roppongi (National Graduate Institute for Policy Studies)

Außerdem liegen in Minato eine staatliche, vier präfekturbetriebene und 14 private Oberschulen sowie zahlreiche meist vom Bezirk betriebene Mittel- und Grundschulen.

## Politik
- KPJ: 2
- ReiShin: 1
- Minato seisaku kaigi („Politikkonferenz Minato“; mit KDP): 3
- Minato mirai kaigi („Zukunftskonferenz Minato“; mit DVP, Tomin First): 7
- Ishin・Sansei・Noblesse Oblige: 5
- Kōmeitō: 4
- LDP: 11

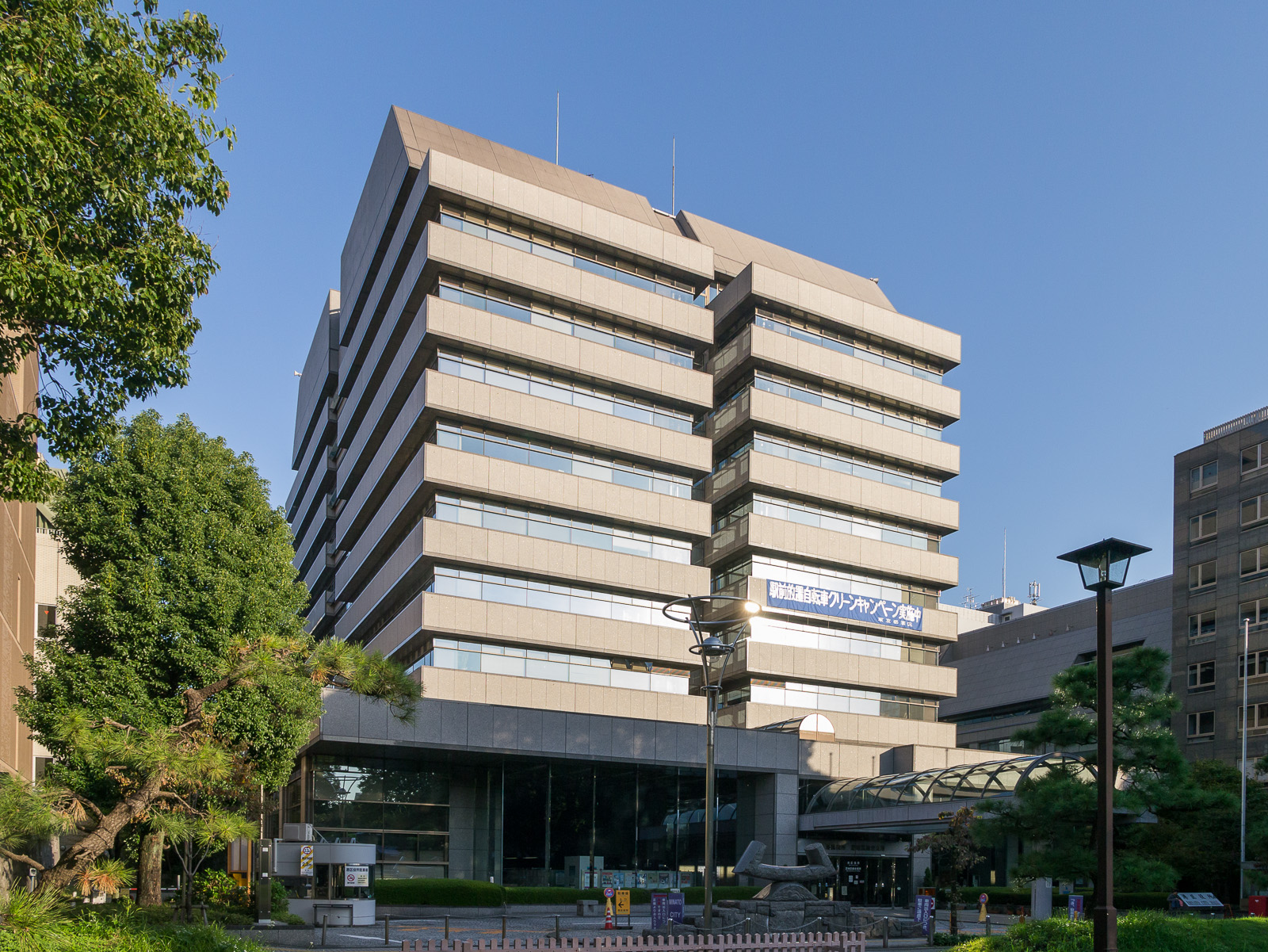
Das Rathaus von Minato im Stadtteil Shiba-kōen

Bei der Bürgermeisterwahl im Juni 2024 wurde der seit 20 Jahren amtierende Amtsinhaber Masaaki Takei abgewählt. Mit Mitte-rechts-Unterstützung (LDP, Kōmeitō) unterlag er knapp der ehemaligen Kommunalabgeordneten Ai Seike (einst DP→DFP, aber zuletzt parteilos). Die Wahlbeteiligung lag bei 30,6 %. Das 34-köpfige Bezirksparlament wurde bei den einheitlichen Regionalwahlen 2023 neu gewählt.
Im Präfekturparlament Tokio wird Minato von zwei Abgeordneten vertreten; bei der Wahl 2021 teilten sich Nobuko Irie (Tomin First) und Kōichi Kanno (LDP) unverändert die Sitze.
Für das nationale Abgeordnetenhaus bildet der Bezirk seit 2024 zusammen mit dem Bezirk Shibuya den Wahlkreis Tokio 7, den bei der Wahl 2024 Akihiro Matsuo von der KDP gewann.

## Söhne und Töchter der Stadt
- Ken’ichi Enomoto (1904–1970), Komödiant und Schauspieler
- Iida Momo (1926–2011), Schriftsteller
- Ishibashi Tanzan (1884–1973), Politiker
- Shō Kosugi (* 1948), Schauspieler
- Tetsuko Kuroyanagi (* 1933), Schauspielerin und Schriftstellerin
- Ozaki Kōyō (1868–1903), Schriftsteller
- Shō Sakurai (* 1982), Sänger und Schauspieler
- Teruhito Sugawara (* 1972), Rallye-Raid-Fahrer
- Takeichi Nishi (1902–1945), Springreiter
- Yukawa Hideki (1907–1981), Physiker

## Angrenzende Städte und Gemeinden
- Tokio: Bezirke Chiyoda, Chūō, Shinagawa, Shinjuku, Shibuya, Kōtō